# Карл Краус
Карл Краус (на немски: Karl Kraus) е значим австрийски писател, публицист, сатирик, поет, афорист, драматург, есеист, журналист и критик на съвременната му култура и преса.

## Биография
Карл Краус е роден в градчето Йичин, Бохемия, тогава Австро-Унгария, в богато еврейско семейство, което през 1877 г. се преселва във Виена. През 1892 г. Карл Краус започва да следва право във Виенския университет, изявява се като литературен критик, а също като театрален актьор. През 1894 г. се прехвърля във факултета по философия и литература, а през 1896 г. напуска университета, без да се дипломира.
През този период Карл Краус се сближава с Петер Алтенберг, влиза в литературния кръг „Млада Виена“, където се запознава с Херман Бар, Хофманстал, Шницлер и други съвременни му австрийски писатели. След година скъсва отношенията си с тях, като публикува памфлета „Разрушената литература“. Остро отрича ционизма на Теодор Херцел.
През 1899 г. Карл Краус започва да издава собствено списание „Факел“, което излиза до смъртта му и се превръща в най-влиятелното издание на епохата. В него публикуват известни писатели и художници като Петер Алтенберг, Рихард Демел, Оскар Кокошка, Елзе Ласкер-Шюлер, Хайнрих Ман, Арнолд Шьонберг, Аугуст Стриндберг, Георг Тракл, Оскар Уайлд. След 1911 г. Краус остава единствен автор в списанието.
През 1911 г. Карл Краус приема католицизма, а през 1923 г. се отрича от него. През всичките години изнася множество публични лекции и четения – до смъртта си през 1936 г. има около 1700 такива изяви не само във Виена, но също в Берлин и Прага.
Най-значимото произведение на Карл Клаус е „Последните дни на човечеството“ – сатирична „трагедия в пет действия с пролог и епилог“. Драмата възниква през годините 1915–1922 като реакция на Първата световна война и е изградена до голяма степен от материали в европейската преса.
Краус си създава име и на блестящ афорист. Самият той казва: „Който може да пише афоризми, не бива да пропилява времето си с писане на есета.“
Карл Краус е най-важната фигура в немскоезичната литературна критика през първите десетилетия на XX век. С ярко и често язвително перо той съди и осъжда безстойностната книжнина не времето си. В спомените си „Светът от вчера“ Стефан Цвайг го определя като „майстор на отровния присмех“.

## Признание
- 1970: Във Виена наричат улица на името на Карл Краус.
- 1974: Излиза австрийска пощенска марка с лика на Карл Краус.
- 1999: Карл Краус е избран за „Австрийски журналист на 20 век“.